# Vympel R-77
Vympel R-77 (RVV-AE) (tên ký hiệu của NATO: AA-12 Adder) là một tên lửa không đối không tầm trung, dẫn đường bằng radar chủ động. R-77 tương đương với tên lửa AIM-120 AMRAAM của Mỹ.

## Phát triển
R-77 được bắt đầu phát triển vào năm 1982, và bay lần đầu tiên vào năm 1984. Nó bắt đầu trang bị cho quân đội với số lượng nhỏ do sản xuất chậm, điều này chỉ chấm dứt khi Vympel được trao cho công việc chế tạo vào năm 1993.
Tên lửa có nét đặc trưng là 4 cánh giữ thăng bằng ở chính giữa và ở phía đuôi (giống như trên OTR-23 Oka). Phiên bản đầu của tên lửa có tầm bay hạn chế là 90 km (55 mi). Trên các báo cáo giới thiệu thì tên lửa được dẫn đường bằng quán tính với những thông tin cập nhật từ máy bay phóng tên lửa. Như tên lửa khác, khi cách mục tiêu khoảng 20 km thì nó sẽ được radar tích cực ở đầu tên lửa dẫn đường. Một sản phẩm cải tiến của R-77 đang được thực hiện, có tên mã là R-77M1, và sẽ có bộ phận động cơ đẩy giống máy bay phản lực. Hệ thống tên lửa hạng nặng này sẽ có một tầm bay lớn, nó được sử dụng trong tiêu diệt các mục tiêu ngoài tầm nhìn (BVR) và chắc chắn sẽ được trang bị cho máy bay chiến đấu thế hệ thứ năm của Nga sắp tới.
R-77 cũng đang phát triển để phù hợp với những sự phát triển từ nước ngoài. RVV-AE-PD (thường được quy cho R-77M) đang phát triển và có 4 cánh được thay thế với động cơ phản lực tĩnh. Ngoài một lập trình quỹ đạo mới, người ta hy vọng có tầm bắn hơn 120 km.
Ngày nay, R-77 có thể sử dụng trên nhiều loại máy bay của Không quân Nga vì nhiều loại cũng mới được nâng cấp. Tương tự như PLAAF (Không quân Quân Giải phóng Nhân dân Trung Quốc), họ có giấy phép sản xuất Su-27. Loại Sukhoi Su-30MKK mới có một radar N001 với kênh số hóa rẽ nhánh hợp nhất cho phép nó sử dụng R-77. Máy bay mới của Nga như MiG-29S (radar N019M) hay Su-35 (radar N035 Irbis-E) không bị hạn chế về điểm này.

### Sử dụng linh kiện nước ngoài
Agat - công ty sản xuất radar bán chủ động 9B-1101K lắp trên tên lửa R-27R/ER, radar chủ động 9B-1103K trang bị cho R-27EA và radar chủ động 9B-1348E sử dụng trên R-77, đã công khai việc mua chip xử lý tín hiệu kỹ thuật số TMS-320 của Texas Instruments (Mỹ) để gắn cho radar chủ động 9B-1103K.

## Thông số kỹ thuật
- Trọng lượng: 175 kg (R-77), 226 kg (R-77M1)
- Chiều dài: 3.6 m (R-77)
- Đường kính: 200 mm
- Sải cánh: 350 mm
- Vận tốc: Mach 4 (R-77)
- Tầm bay: 80 km (R-77), 175 km (R-77M1)
- Trần bay: 5 m-25 km (16.5-82.000 ft)
- Đầu nổ: 30 kg HE, đầu nổ mảnh

R-77 (AA-12 Adder)

- Dẫn đường: Giai đoạn đầu bằng quán tính, sau đó được radar chủ động dẫn đường
- Ngòi nổ: Loại laser
- Được trang bị cho: Mikoyan MiG-29, Mikoyan MiG-31, Mikoyan MiG-35, Sukhoi Su-27SM, Sukhoi Su-30, Sukhoi Su-34, Sukhoi Su-35, Sukhoi Su-37, Sukhoi Su-47, Yakovlev Yak-141, HAL Tejas, Sukhoi PAK FA